# ALCO Century 424
Az ALCO Century 424 egy 4 tengelyes, 1800 kW-os, dízel-elektromos tolatómozdony. Az ALCO a ALCO Century 425 olcsóbb alternatívájának szánta. 
Összesen 190 db-ot gyártottak belőle.